# Вина Древней Греции

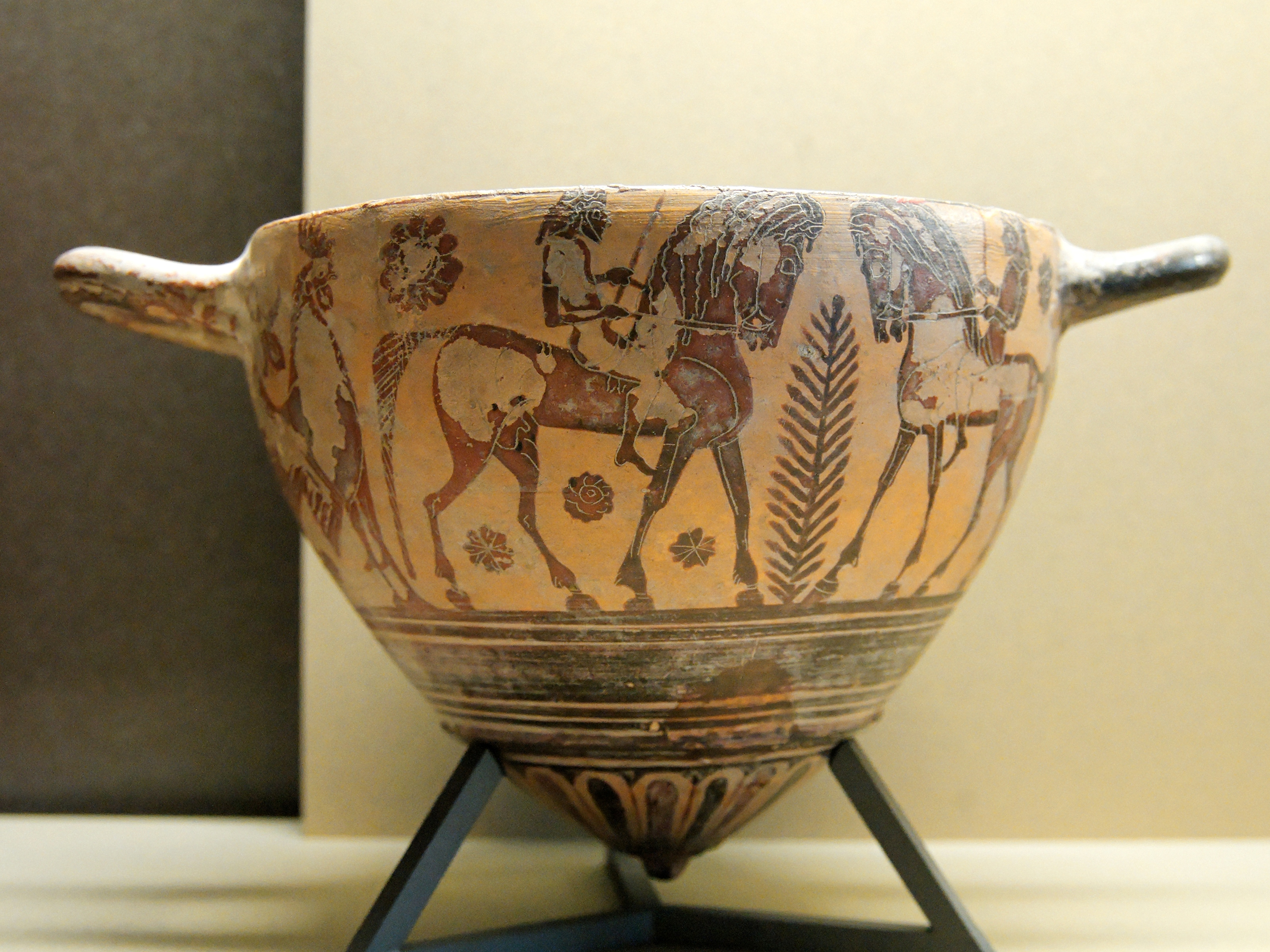
Мастос — кубок, который не имел плоского дна, чтобы его невозможно было положить на стол, пока вино не допито

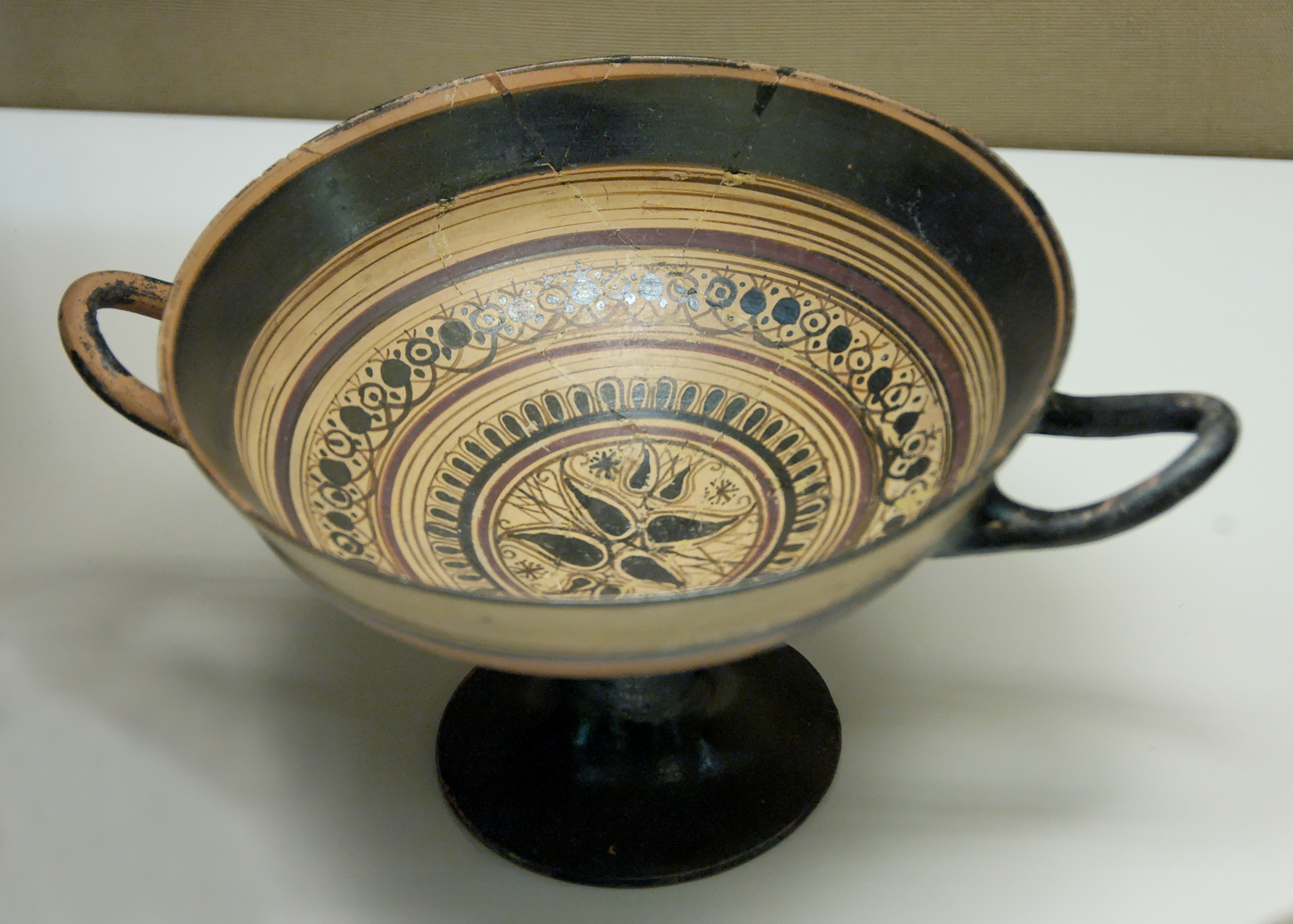
Килик — древнегреческий кубок для питья вина

Красное вино было ключевой частью культуры древних греков, которые употребляли его (в разбавленном виде) на симпосиях. Виноделие считалось важным признаком цивилизованного общества: «люди перестали быть варварами, когда научились выращивать оливы и виноград», — писал в конце V в. до н. э. Фукидид. Многие основы современного виноделия были открыты именно греками, которые передали их древним римлянам. Помимо Греции и Рима, вино производилось и в иных странах древнего мира, включая Колхиду, Армению, Финикию, Египет и Израиль.
Греческие колонисты, финикийские мореплаватели и римские завоеватели распространяли культуру винограда и способы приготовления вина в странах Европы, Ближнего Востока и Северной Африки, где для этого были благоприятные климатические условия. Влияние античного виноделия на возникновение и развитие виноделия в этих странах прослеживается в сортименте винограда, в агротехнических приемах его выращивания и способах приготовления вина. Виноградо-винодельческие связи существовали у греческих городов-колоний с местным населением, которое проживало в Северном Причерноморье.

## Греческое виноградарство
Виноградники Древней Греции располагались в местностях, отличавшихся большим количеством тепла и света, наличием склонов разной крутизны и экспозиции, рыхлыми почвами, хорошо прогреваемыми, близостью к морю и исключительной чистотой и прозрачностью воздуха. Они не были однотипными из-за различий в климате, почвах, условиях возделывания. Культивировали отдельные, строго локализованные сорта или группы сортов винограда, применяли свои местные приемы виноделия. Все это по совокупности привело к тому что греческие вина стали считаться одними из лучших.

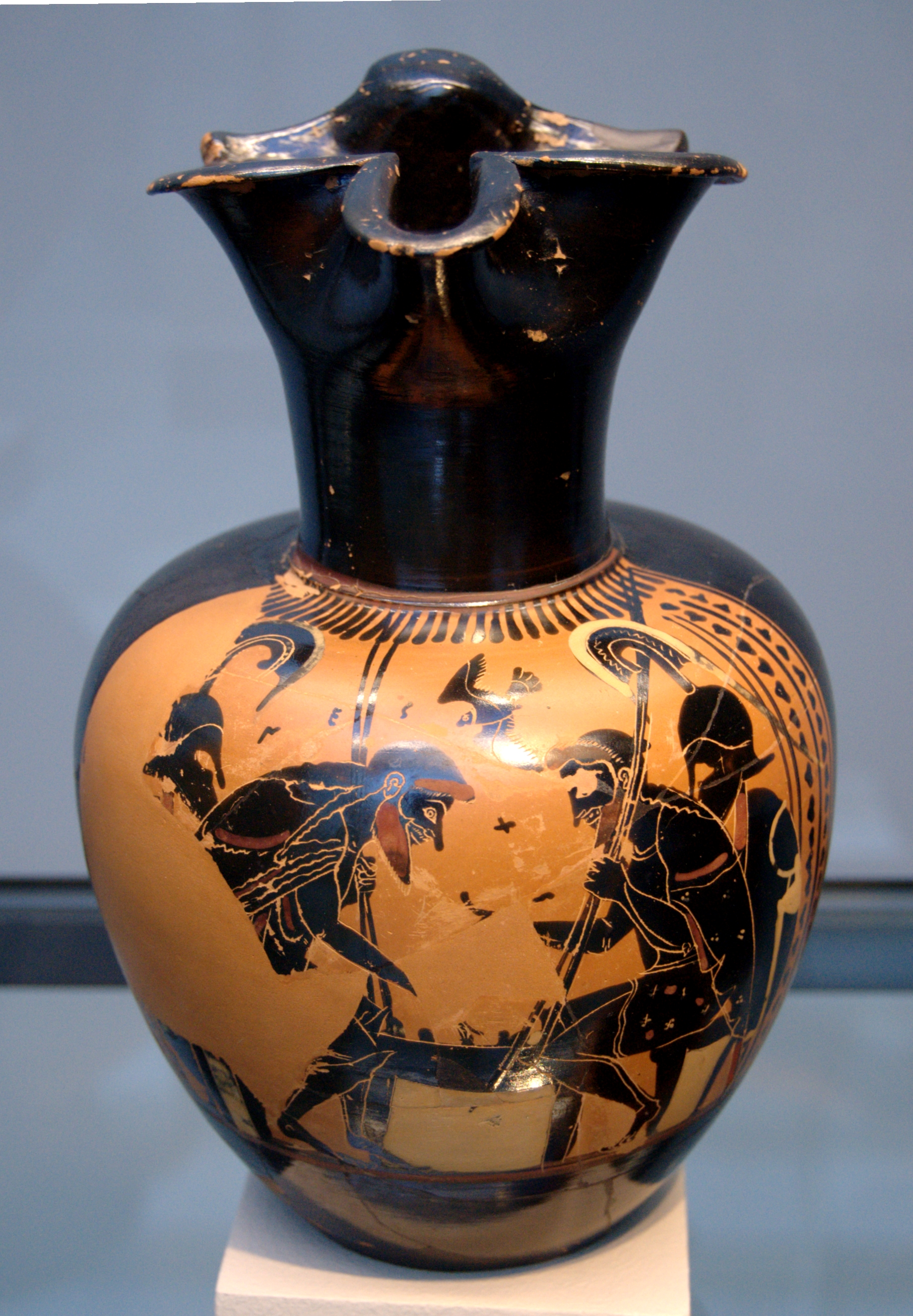
Ойнохойя — ваза с венчиком в виде трилистника, предназначенная для наполнения вином сразу трёх бокалов

В древнегреческих, римских и византийских источниках можно найти сведения о критских, аркадских, алонийских, кипрских, родосских, коских, санторинских, книдских, фасосских и многих других винах. В самой Древней Греции большей известностью пользовались вина Кипра, Крита, Лесбоса и особенно Хиоса (см. хиосское вино). В это время уже было известно до 150 сортов винограда и сотни сортов вина, так как каждая местность приносила что-то своё в агрикультуру и технологию виноделия.
Характерным для культуры виноградарства в Древней Греции было наличие ценных сортов, созданных многовековой селекцией, с высоким содержанием сахара в ягодах. Путём систематического отбора улучшали биологические свойства и хозяйственную ценность местных сортов винограда, чем объясняются и специфические качества греческих вин — высокое содержание спирта, сахаристость и экстрактивность, их ликерная консистенция. Для этой цели греки применяли и специальные приёмы агротехники: изгибание и перевязывания лозы, несущей гроздья, удаление части листьев и побегов, поздние сборы винограда с провяливанием его и многие другие.
Виноделы предусматривали некоторый период времени для частичного высушивания винограда с целью производства самых сладких и крепких вин.:139 Так греческий поэт Гесиод в поэме «Труды и дни» рекомендует лишь недолго вялить виноград после сбора — 10 дней на солнце и 5 дней в тени и только после этого давить.
При этом способе приготовления сахаристость достигала 40-50 %, поэтому брожение проходило медленно и при образовании спирта в вине 15-16 % прекращалось, поскольку дрожжи в этих условиях не могли продолжать свою жизнедеятельность.

## Хранение и выдержка вин
Гомер в «Одиссее» упоминает о многолетних винах 11-летней выдержки.
Самыми знаменитыми погребами античности в Древней Греции считались погреба Скоруса, в которых находилось триста тысяч амфор, заполненных всеми известными в те времена винами, а этих вин насчитывалось 195 видов.

## Добавки в вина
В вина добавлялись различные вещества минерального и растительного происхождения для осветления вина, предохранения от порчи, для ароматизации или придания ему лечебных свойств.
Греки добавляли в вино оливковое масло, золу сожжённой виноградной лозы, гипс, белую глину, истолченный сладкий и горький миндаль, изюм, «грецкое сено» (растение тригонелла), тимьян, кедровые орехи, семена клещевины, семена укропа, гороховую муку, мяту, корицу, мёд, молоко.
Морской водой омывали тару под вино, также в ней иногда вымачивали виноградные грозди перед переработкой, её добавляли в сусло (например, для коских вин) или вино на разных стадиях виноделия.
Многие ингредиенты минерального, растительного и животного происхождения, применявшиеся в греческом виноделии, используются и в современной винодельческой промышленности. Вина из вяленого винограда, приготовленные с добавлением пчелиного меда или уваренного до густоты вина, имели предельно возможное при естественном брожении содержание спирта и высокую сахаристость.

### Разбавление вина
Разбавляли вино водой греки не только из желания уменьшить его опьяняющие свойства, но и потому, что некоторые греческие вина были очень сладкими, ароматизированными и густыми, их в чистом виде было трудно пить, хотя очень часто, благодаря высокой концентрации различных веществ с успехом применялось в медицине (Диоскорид, Гиппократ).
Символами варварской неумеренности для греков (и римлян) были скифы и фракийцы, их пирушки греки считали опасными, так как по их представлению, эти народы пили вино неразбавленным. Так, Геродот употребляет глагол episkythizein , который означал «пить вино по-скифски», то есть неразбавленным.

## Транспортировка вин
По морю вино перевозили в амфорах, для длительной перевозки вина подготавливали: процеживали от примесей, проваривали, так что вино уменьшалось в объеме, добавлялся мёд на дно амфоры:203. По суше зачастую перевозили в бурдюках из козьих шкур.

## Древнегреческая керамика
Древние греки и римляне придавали большое значение изготовлению гончарных сосудов, их хранению, подготовке к виноделию и выдержке вина. В энциклопедии «Геопоники» этим вопросам посвящено много разделов со ссылкой на древних авторов — Флорентина, Анатолия, Дилима, Варрона, Диофана. Приводятся советы по уходу за пифосами (сосудами для хранения вина), выбора для них глины, их изготовлению и обжигу, осмолению изнутри и так далее. Перед заполнением пифоса суслом или вином рекомендовалось окуривать его изнутри пчелиным воском или растительным ладаном. Это был один из способов ароматизации вина, применяемых в Древней Греции.

Греческое влияние в VI веке до н. э.

## Греческие вина у римлян
Из Истории Августов известно, что римский император Гай Октавиан больше всего любил простое и дешёвое Ретийское вино из окрестностей современной Вероны, а римская знать периода Республики отдавала предпочтение прославленным греческим винам, которые завозились только из строго определенных местностей, зачастую с островов Эгейского архипелага.
Римский государственный деятель и автор произведения о сельском хозяйстве Марк Порций Катон Старший (234—149 до н. э.) в своих трудах советует, как приготовить вино «не хуже греческого». Однако с развитием италийского виноградарства из греческих вин популярными остались лишь хиосское, коское, книдское.